# Riverdale, Georgia
Riverdale är en stad (city) i Clayton County, i delstaten Georgia, USA. Enligt United States Census Bureau har staden en folkmängd på 15 251 invånare (2011) och en landarea på 11,7 km².